# 里夫林-埃里克森张量
里夫林－埃里克森张量（英語：Rivlin–Ericksen tensor）在连续介质力学中表示应变张量随时间的变化。一阶里夫林－埃里克森张量{\displaystyle \mathbf {A} _{ij(1)}}定义为
{\displaystyle \mathbf {A} _{ij(1)}={\frac {\partial v_{i}}{\partial x_{j}}}+{\frac {\partial v_{j}}{\partial x_{i}}}}
其中，{\displaystyle v_{i}}表示质点速度，因而{\displaystyle {\frac {\partial v_{i}}{\partial x_{j}}}}为速度梯度张量。
n阶里夫林－埃里克森张量{\displaystyle A_{ij(n)}}则可以通过递归来定义：
{\displaystyle A_{ij(n+1)}={\frac {\mathcal {D}}{{\mathcal {D}}t}}A_{ij(n)}.}
其中时间导数可采用不同定义，常见的包括上随体导数（upper-convected time derivative）、下随体导数（lower-convected time derivative）、耀曼导数（Jaumann derivative）等。